# Chapelle Notre-Dame-du-Revest
La chapelle Notre Dame du Revest est une chapelle située à Esparron, dans le département du Var.

## Situation et accès
Située à l'ouest du village du Esparron, la chapelle Notre-Dame-du-Revest est accolée au cimetièreet est bordée par la route départementale RD 561.

## Historique

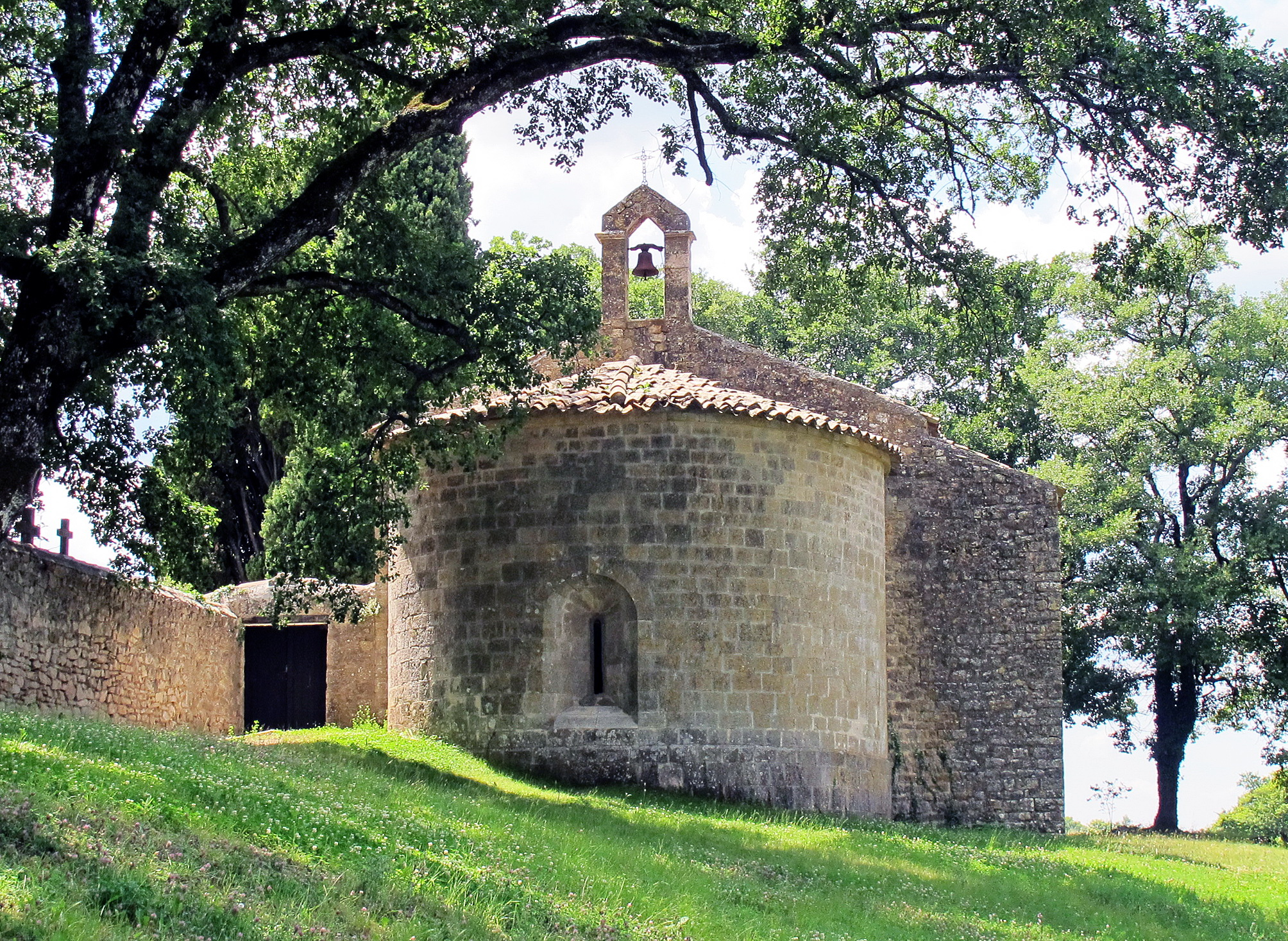
Chapelle N-D du Revest.

Le premier monastère cassianite (moines de Saint-Cassien) a été dévasté par les Sarrasins au VIIIe siècle puis est reconstruit au XIe siècle.
Cette chapelle est le vestige du prieuré qui remonte au XIe siècle. Il appartenait alors à l'Abbaye Saint-Victor de Marseille, mais elle-même ne fut construite qu'au XIIe siècle.
La chapelle a été inscrite sur l'Inventaire supplémentaire des monuments historiques le 27 janvier 1926.
L'actuel clocher a été bâti en 1869 à l'emplacement du précédent alors ruiné. En 2019, les habitants ont constaté le vol de la cloche en bronze,, conséquence d'un acte de vandalisme. La nouvelle cloche de la chapelle a été fondue le 18 juillet 2022 à l'initiative de l'équipe municipale d'Esparron-de-Pallières et son maire Christian Ghinamo à Ginasservis. Cette cloche a été bénie par Monseigneur Rey, évêque de Fréjus-Toulon, et l'Abbé Lutz, curé de la paroisse de Rians, le 27 novembre 2022.

## Architecture
Il s'agit d'un édifice roman provençal à nef unique, dont la voûte en berceau se divise en quatre travées soulignées d'arcs doubleaux portés par des pilastres.
La statue d'une Vierge à l'Enfant, "Vierge allaitant l'Enfant" est une œuvre qui a été volée vers 1974-1975.
Deux laques commémoratives votives,, datant des premiers siècles de notre ère, sont conservées à l'intérieur de l'édifice.
Le cimetière a été construit à l'emplacement des anciens bâtiments monastiques et transféré sur ce lieu en 1856. Le précédent cimetière était situé autour du chœur de l'actuelle église paroissiale du village.